# Famous Idaho Potato Bowl 2021
Match précédent Match suivant
Le Famous Idaho Potato Bowl 2021 est un match de football américain de niveau universitaire joué après la saison régulière de 2021, le 21 décembre 2021 au Albertsons Stadium situé à Boise dans l'État de l'Idaho aux États-Unis.
Il s'agit de la 25e édition du Famous Idaho Potato Bowl.
Le match met en présence l'équipe des Golden Flashes de Kent State issue de la Mid-American Conference et l'équipe des Cowboys du Wyoming issue de la Mountain West Conference.
Il débute à 15 h 30 locales et est retransmis à la télévision par ESPN.
Sponsorisé par la société Idaho Potato Commission, le match est officiellement dénommé le 2021 Famous Idaho Potato Bowl.
Wyoming gagne le match sur le score de 52 à 38.

## Présentation du match
Il s'agit de la première rencontre entre les deux équipes.
| Équipes                                                                                                   | Conférences | Entraîneurs                 | Stats. saison rég. | Classements avant le bowl | Classements avant le bowl | Classements avant le bowl |
| --- | ----------- | --------------------------- | ------------------ | ------------------------- | ------------------------- | ------------------------- |
| Équipes                                                                                                   | Conférences | Entraîneurs                 | Stats. saison rég. | CFP                       | AP                        | Coaches                   |
| Golden Flashes de Kent State                                                                              | MAC         | Sean Lewis (en) (4e saison) | 7-6                | NC                        | NC                        | NC                        |
| Cowboys du Wyoming                                                                                        | MWC         | Craig Bohl (en) (4e saison) | 6-6                | NC                        | NC                        | NC                        |
| - Arbitre : Rodney Burnette (C-USA) ; - Équipe donnée favorite par les bookmakers : Wyoming par 3 points. |             |                             |                    |                           |                           |                           |

### Golden Flashes de Kent State
Avec un bilan global en saison régulière de 7 victoires et 6 défaites (6-2 en matchs de conférence), Kent State est éligible et accepte l'invitation pour participer au Famous Idaho Potato Bowl de 2021. Il s'agit de leur première apparition au Famous Idaho Potato Bowl.
Ils terminent 1er de la Division Est de la Mid-American Conference mais perdent la finale de conférence 23-41 jouée contre les Huskies de Northern Illinois.
À l'issue de la saison 2020, ils n'apparaissent pas dans les classements CFP, AP et Coaches.

### Cowboys du Wyoming
Avec un bilan global en saison régulière de 6 victoires et 6 défaites (2-6 en matchs de conférence), Wyoming est éligible et accepte l'invitation pour participer au Famous Idaho Potato Bowl de 2020.
Ils terminent 4e de la Division Mountain de la Mountain West Conference derrière Utah State, Air Force et Boise State.
À l'issue de la saison 2020, ils n'apparaissent pas dans les classements CFP, AP et Coaches.

C'est leur 2e participation au Famous Idaho Potato Bowl :
| Saisons | Dates            | Vainqueurs | Scores  | Finalistes       | Bilan |
| ------- | ---------------- | ---------- | ------- | ---------------- | ----- |
| 2017    | 22 décembre 2017 | Wyoming    | 37 - 14 | Central Michigan | 1 - 0 |